# Il ratto delle Sabine (film 1910)
Il ratto delle Sabine è un film del 1910 diretto da Ugo Falena.

## Trama
Il film narra un fatto curioso che riguarda i Romani e i Sabini.
Romolo è il generale dei Romani, mentre Tito Tazio capeggia i Sabini.
Un giorno il re di Roma si accorge che la sua città necessita di donne vergini con cui generare nuovi figli, così invita nella città i Sabini, ai quali rapisce insieme a dei giovani romani tutte le vergini.
Subito si scatena la furia dei Sabini che dichiarano guerra a Roma.
Sarà una giovane schiava ad impedire la rovina di entrambi i popoli, facendoli riappacificare.

## Distribuzione
Il film - un cortometraggio in una bobina - uscì in Europa con vari titoli: in Italia col titolo Il Ratto delle Sabine, in Inghilterra col titolo The Rape of the Sabines, in Germania col titolo Raub der Sabinerinnen e per ultimo nei Paesi Bassi (in versione anche a colori) col titolo De Sabijnsche Maagdenroof